# کشتارگاه (فیلم)
کشتارگاه فیلمی به کارگردانی عباس امینی و تهیه‌کنندگی جواد نوروزبیگی است؛ که بر اساس فیلمنامه‌ای از عباس امینی و حسین فرخ‌زاده ساخته شده و محصول سال ۱۳۹۸ است. این فیلم از تاریخ ۸ خرداد ۱۳۹۹ در سامانه‌های فیلیمو و نماوا به صورت اینترنتی اکران آنلاین شد و در مجموع توانست ۳۷ هزار و ۴۹۸ بلیت به فروش برساند.

## بازیگران
- مانی حقیقی[۲] در نقش متولی
- امیرحسین فتحی در نقش امیر
- حسن پورشیرازی در نقش عبد
- باران کوثری در نقش اسرا
- حامد علیپور در نقش حامد
- مصطفی کمانی
- سپیده مظاهری تهرانی
- محسن مروی